# Police secrets
Police secrets est une collection de 9 téléfilms français de 90 minutes et diffusée du 11 septembre 1991 sur La Cinq au 1er octobre 1994 sur France 3.

## Historique
Police secrets est la conséquence des quotas de production française imposés à la fin des années 1980. Cette collection est initiée par le groupe Hachette en 1991 lorsqu'il devient actionnaire de La Cinq. La chaîne cesse d'émettre avant d'en diffuser l'intégralité, mais les téléfilms restants sont diffusés sur France 3.

## Épisodes
1. L'enveloppe, réal. Yves Lafaye, diffusé le 11 septembre 1991 sur La Cinq. Rediffusion le 26 septembre 1992[2],[3] sur France 3.
2. Un flic pourri, réal. Josée Dayan, diffusé le 3 avril 1992[4] sur La Cinq. Rediffusion le 10 octobre 1992[5],[6] sur France 3.
3. Neige dans le midi, réal. Michèle Ferrand-Lafaye, diffusé le 7 novembre 1992[7] sur France 3.
4. Le vin qui tue, réal. Josée Dayan, diffusé le 1er avril 1992[1] sur La Cinq. Rediffusion le 6 mars 1993[8] sur France 3
5. Le violeur impuni, réal. Josée Dayan, diffusé le 13 mars 1993[9] sur France 3
6. Un alibi en or, réal. Michèle Ferrand-Lafaye, diffusé le 16 avril 1994[10] sur France 3
7. Mort d'un gardien de la paix, réal. Josée Dayan, diffusé le 23 avril 1994[11] sur France 3
8. La bavure, réal. Josée Dayan, diffusé le 13 septembre 1994[12] sur France 3
9. Les nuiteux, réal. Josée Dayan, diffusé le 1er octobre 1994[13] sur France 3